# Jean-Louis Loubet del Bayle
Pour les articles homonymes, voir Bayle et Loubet.
Jean-Louis Loubet del Bayle, né en 1940 à Toulouse, est un politologue et un sociologue français. Il est actuellement professeur émérite de science politique à l’université Toulouse-I-Capitole et à l'Institut d'études politiques de Toulouse.

## Biographie
Né en 1940, Jean-Louis Loubet del Bayle est diplômé de l'Institut d'études politiques de Toulouse (promotion 1962).
Il s'est spécialisé dans l’analyse des idéologies et de l’histoire des idées politiques. Il a commencé sa carrière en publiant un ouvrage de référence, Les non-conformistes des années 30, présenté comme une tentative de renouvellement de la pensée politique française. Ce livre a introduit cette notion dans l’historiographie de la France des années 1930-1950.
Ses activités d’enseignement l’ont conduit ensuite à étudier les rapports entre littérature et politique, particulièrement dans L’illusion politique au XXe siècle. Des écrivains témoins de leur temps. Le fil conducteur de ces travaux a été de montrer qu’une caractéristique importante de l’évolution des idées politiques au XXe siècle a été, implicitement ou explicitement, de poser les problèmes politiques en termes de civilisation, en recherchant dans l’engagement politique la réponse à des questions qui n’étaient pas que politiques.
Parallèlement, des circonstances fortuites l’ont amené dans les années 1970 à s’intéresser à la sociologie de la police et des institutions policières, en se faisant l’écho du courant de recherches universitaires qui, en la matière, était en train de prendre corps en Amérique du Nord. Il va contribuer à son développement en France avec la fondation, en 1976, du Centre d’études et de recherches sur la police (CERP) à l'Institut d'études politiques de Toulouse, la création dans ce cadre universitaire de formations spécialisées de IIIe cycle et la direction de la collection « Sécurité et société » aux éditions L’Harmattan.
Auteur de plusieurs ouvrages sur ces questions, sa contribution personnelle à ce courant de recherches a plus particulièrement porté sur la place des institutions policières dans l’organisation socio-politique des sociétés en fonction de l’évolution des formes du contrôle social, travaux dont il a fait la synthèse dans l’ouvrage Police et politique. Une approche sociologique.

## Publications
- Les non-conformistes des années 30 : une tentative de renouvellement de la pensée politique française, Paris, Éditions du Seuil, 1969 (réimpr. 1987, 1972, Points-Seuil, 2001) (lire en ligne).
- Police et société, Toulouse, Presses de l'Institut d'études politiques de Toulouse, 1988, 364 p. (ISBN 2-903847-26-6).
- La police, approche socio-politique, Paris, Montchrestien, coll. « Clefs. Politique », 1992, 158 p. (ISBN 2-7076-0535-2).
- Policia, Madrid, Acento Ediciones, 1996.
- L'illusion politique au XXe siècle, Paris, Economica, 1999 (lire en ligne).
- Introduction aux méthodes des sciences sociales., Paris-Montréal, Éditions L'Harmattan, 2000 (lire en ligne).
- Police et politique : une approche sociologique, Paris, L'Harmattan, 2006, 317 p. (ISBN 2-296-00686-8, lire en ligne).
- Polizia e politica. Un approccio sociologico, Turin, L'Harmattan-Italie, 2008.
- De la police et du contrôle social, Paris, Éditions du Cerf, coll. « La nuit surveillée. Philosophie politique et morale », 2012, 220 p. (ISBN 978-2-204-09707-9).
- De la science politique (lire en ligne).
- Vers une monopolisation policière du contrôle social ? (lire en ligne).
- « Police et proximité, ou le paradoxe du policier », Cahiers de la sécurité, no 4,‎ avril-juin 2008 (lire en ligne).
- « Le syndicalisme policier français », Cahiers de la sécurité et de la justice, no 32,‎ novembre 2015.
- Sociologie de la police, Paris, L'Harmattan, coll. « République et Sécurité », 2016, 304 p. (ISBN 978-2-343-08829-7, lire en ligne).